# Saint Jean-Baptiste (Le Caravage, Borghèse)
Pour les articles homonymes, voir Saint Jean-Baptiste (homonymie).
Saint Jean Baptiste dans le désert (en italien : San Giovanni nel deserto) est un tableau de Caravage peint vers 1610 et conservé à la galerie Borghèse de Rome. C'est l'une des sept versions du peintre sur ce thème (certaines sont toutefois contestées quant à leur attribution).

## Historique
La datation du Saint Jean Baptiste de la galerie Borghèse est sujette à controverse : les chercheurs ont longtemps pensé que la toile avait été achetée par le cardinal Scipione Borghese entre le moment où il arrive à Rome en 1605 et celui où Caravage fuit la ville en 1606, mais Roberto Longhi renvoie à la période sicilienne de l'artiste (donc post-1608) en se basant sur certaines similitudes de manière et de colorisation. Le point de vue de Longhi s'impose graduellement, jusqu'à un certain consensus actuel pour l'année 1610 — c'est-à-dire l'année de la mort de l'artiste.
Le cardinal Borghese est un collectionneur avisé mais aussi connu pour sa volonté d'augmenter son extraordinaire collection d'art, quitte à faire pression par l'autorité souveraine de son oncle le pape Paul V, parfois abusant d'un tel pouvoir : il fait ainsi emprisonner Giuseppe Cesari, l'un des peintres les plus connus et les plus célèbres de Rome, à partir d'accusations forgées de toutes pièces, afin de confisquer sa collection de 106 tableaux comprenant trois des toiles de Caravage aujourd'hui exposées à la Galerie (Garçon pelant un fruit, Le Petit Bacchus malade et Garçon avec un panier de fruits). Ces toiles viennent rejoindre celles déjà présentes dans la collection du cardinal, dont un Saint Jérôme et  La Madone des palefreniers.

## Description
Le tableau montre un garçon mollement étendu devant un fond sombre, où l'on voit un mouton mâcher les feuilles d'une vigne d'un brun terne. Le garçon semble perdu dans un songe prémonitoire : peut-être pense d'avance, saint Jean avec tristesse au sacrifice futur du Christ, nécessaire pour l'œuvre du Salut, ou a-t-il la prémonition de son propre martyre… Le sentiment dominant est celui de la mélancolie. Le manteau rouge qui enveloppe son corps chétif et encore enfantin semble comme une flamme dans le noir : c'est la seule touche de couleur en dehors de la chair pâle du futur Précurseur. John Gash en fait le commentaire suivant : « Comparé aux versions antérieures de Kansas City et du Capitole, le tableau de Borghese est plus riche en termes de couleurs, comme un essai d'expression sur les rouges, les blancs et les bruns dorés. C'est aussi une approche moins idéalisée et plus sensuelle du nu masculin, ainsi que le préfiguraient les personnages aux membres épais dans certaines œuvres post-romaines de Caravage, comme  La Flagellation de Naples et  La Décollation de saint Jean Baptiste de La Valette ».

## Analyse
La pâte est grossière pour donner une certaine rugosité à la surface de la toile tout en permettant un temps de séchage très court, des éléments qui témoignent de la précarité du peintre à la fin de sa vie.